# ロイ・チウ

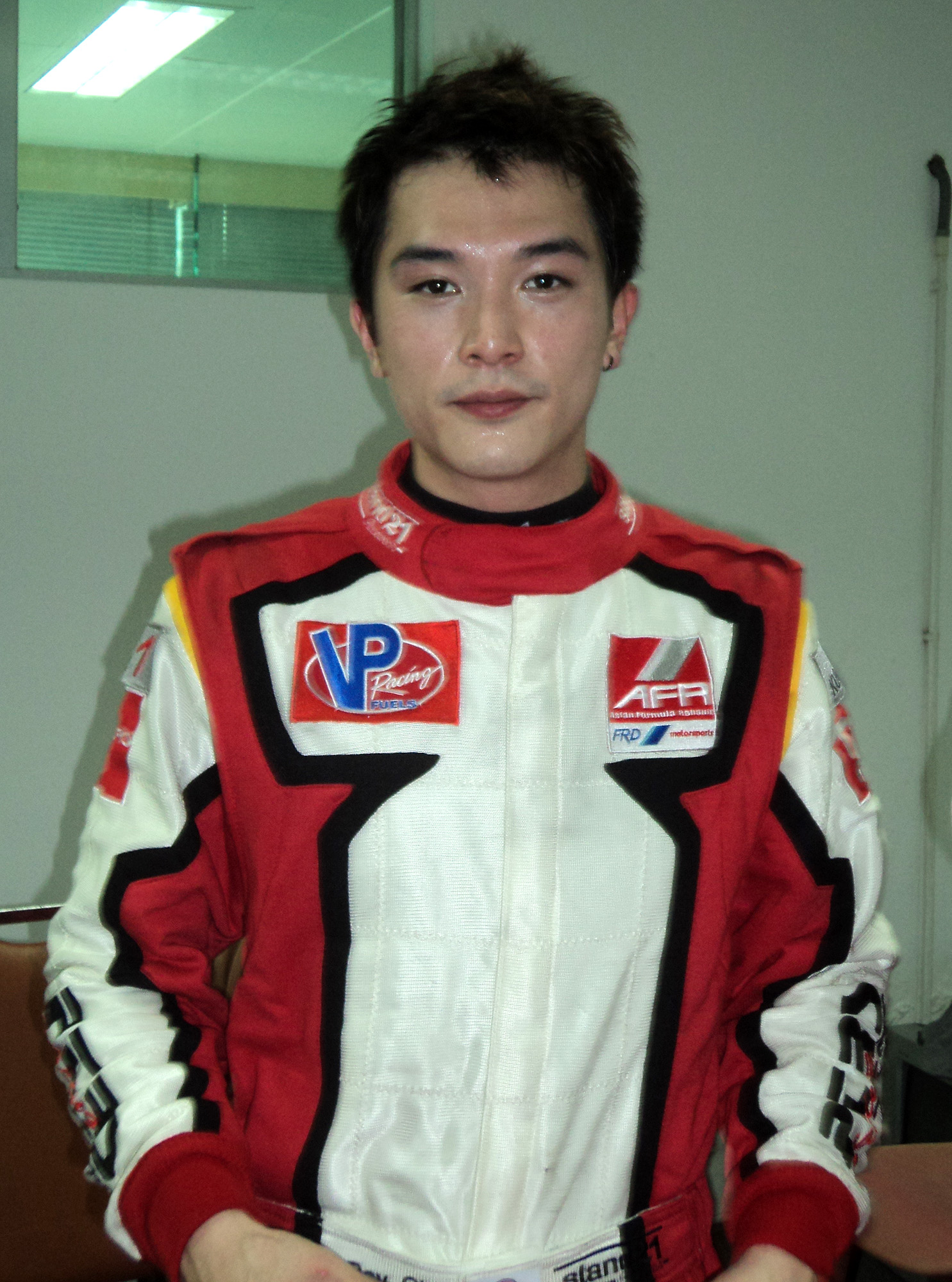
ロイ・チウ

ロイ・チウ（邱澤、Roy Chiu 、1981年10月14日 - ）は、台湾の俳優、歌手、モデルである。台北市出身。血液型AB型。

## 来歴
小学校時代から続けていたバレーボールの奨学生として大学（台北体育学院）に進学し、台湾代表選手に選ばれたこともある。在学中の2001年にモデルとしてデビュー。2002年に台湾ドラマ『星が輝く夜に』で俳優デビュー。2003年のドラマ『原味の夏天』では主役を演じる。また歌手としてCDデビューもしている。
プロモーションで何度か来日している。最近では2006年6月に1年4ヶ月の兵役前の最後の公式来日を果たす。日本好きは有名で、高校では日本語を専攻しており、ファンミーティングにも力を入れている。日本の好きな俳優は窪塚洋介で、他にも多くの好きな日本のミュージシャンや文化人がいる。
2018年、映画『先に愛した人』で台北映画祭の主演男優賞を受賞した。
2021年の台北映画祭の大使に就任。
2021年12月10日、女優の許瑋甯（ティファニー・シュー）と結婚した。

## 出演作

### ドラマ
- 2002年 星が輝く夜に - 邱澤 役
- 2003年 原味の夏天〜僕たちの終わらない夏〜 - 夏日 役
- 2004年 PING PONG - 江濤 役
- 2005年 バスケットボール・トライブ - 高飛 役
- 2005年 風の舞う場所 - 魏廷君 役
- 2005年 君を守りたい - 林守信/許諾言 役
- 2006年 Yours Always
- 2008年 恋のおしながき - 張唯青 役
- 2009年 ハッピーメーカー（中国語版） - 韓東杰 役
- 2011年 進め!キラメキ女子 - 秦子奇 役
- 2012年 スクリュー・ガール（中国語版） 一発逆転婚!! - 高丞寬 役
- 2015年 結婚なんてお断り!?（中国語版） - 郝萌 役
- 2016年 原來1家人 - 黃金發 役
- 2016年 滾石愛情故事-最後一次溫柔 - 李見喬 役
- 2019年 いつでも君を待っている（中国語版） - 姜恩沛 役
- 2020年 唐人街探偵－DETECTIVE CHINATOWN－（中国語版）（原題：唐人街探案） - リン・モー（林默）役
- 2021年 お仕事です!〜The Arc of Life〜 - 鄭義男 役

### 映画
- 2018年 先に愛した人 - 高裕傑 役
- 2021年 唐人街探偵 東京MISSION（原題：唐人街探案3） - リン・モウ（林默）役

## 日本で発売したCD・DVD

### アルバム
- 『REMEMBER』 2007年2月21日発売

### DVD
- 『Roy Chiu:ロイ チウ』 2006年11月3日発売

## 受賞歴
- 2018年　台北映画祭　主演男優賞[1]